# Онеонта (Нью-Йорк)
Онео́нта (англ. Oneonta; в МФА /ˌoʊniˈɒntə/) — город в южной части округа Отсего (Нью-Йорк). По переписи населения 2010 года число жителей города — 13 901 человек. Название Oneonta предположительно восходит к ирокезскому языку и понимается как «место открытых скал», хотя действительная трактовка неизвестна. Город окружён одноимённым муниципальным образованием.

## История

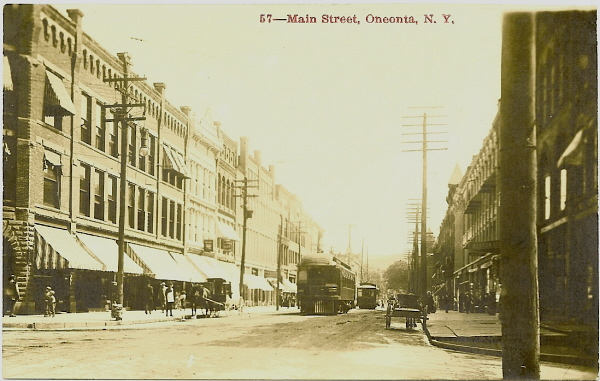
Онеонта, 1909 год

До прихода европейцев в Америку эти территории были заселены ирокезскими племенами. Первые поселенцы из Европы стали появляться в районе города лишь после 1775 года. Это были по преимуществу немцы и голландцы, двигавшиеся от Гудзона вглубь. Первые постоянные поселения появились здесь приблизительно в 1800 году. На месте города Онеонта располагалась деревня Милфордвилл, которая объединила вокруг себя другие деревни в 1842 году. Хотя формально своё название группа деревень получила за 16 лет до этого, статус объединения был закреплён лишь тогда.
С появлением в Онеонте компании Delaware and Hudson Railroad начался экономический бум: строительство железных дорог позволило привлечь в деревни свежие капиталы и развивать инфраструктуру. В 1908 году группа мелких городов, которые связывали одним названием, официально были признаны одним городом (сити).

## Культура
Онеонта не является индустриальным городом или городом финансов, поэтому внешний вид города мало отличается от маленьких американских городков. В архитектурном отношении Онеонта следует традициям конца XIX — начала XX века: дома представляют собой небольшие коттеджи, виллы или реже — городские квартирные дома. Самое высокое здание насчитывает 14 этажей и принадлежит управлению жилищного хозяйства города.
Образование в Онеонте предоставляется четырьмя начальными школами, одной средней и одной высшей школой. В средней школе обучается около 300 человек, в высшей — около 650. Главными учебными заведениями города являются Университет штата Нью-Йорк в Онеонте и колледж Хартвик, в которых учится едва ли не вся молодёжь города: около 5900 человек в Университете Онеонты и около 1500 в Хартвике.

## Города-побратимы
- Красноярск, Россия (2004)[2]